# Boughton House

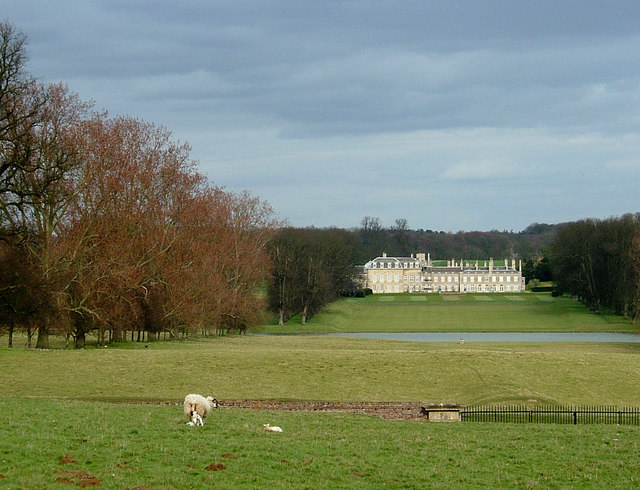
Boughton House

Boughton House ist ein Landhaus etwa 5 km nordöstlich von Kettering unweit der Schnellstraße A43 bei Geddington in der englischen Grafschaft Northamptonshire. Das Haus gehört dem Duke of Buccleuch. English Heritage hat es als historisches Gebäude I. Grades gelistet.

## Geschichte
Das erste Gebäude an dieser Stelle war ein Kloster, aber Edward Montagu, der Lord Chief Justice Heinrichs VIII., kaufte es 1528, knapp vor der Auflösung der englischen Klöster und begann mit dem Umbau in ein Herrenhaus. Der größte Teil des bis heute erhaltenen Gebäudes ist das Werk von Ralph Montagu, 1. Duke of Montagu († 1709), der das Anwesen 1683 erbte.
Montagu war früher englischer Botschafter in Frankreich und so zeigt Boughton House auch starke französische Einflüsse. Der Sohn des ersten Duke, John Montagu, ließ das Haus nur wenig verändern, aber dafür umso mehr den Landschaftsgarten, nachdem er von seiner Europareise mit seinem Schwiegervater, John Churchill, 1. Duke of Marlborough, zurückkam.
Nach dem Tod von George Montagu, 1. Duke of Montagu, 1790 fiel das Haus bei der Heirat seiner Tochter Elizabeth an Henry Scott, 3. Duke of Buccleuch und 5. Duke of Queensberry. Ab der Mitte des 18. Jahrhunderts wurde Boughton House nur noch wenig verändert, aber dafür gut gepflegt. Daher sind dort heute einige der besterhaltenen barocken Paradezimmer auf den Britischen Inseln zu besichtigen.

## Film und Festival
In der Musicalfilmversion von Die Elenden von 2012 stellt Boughton House das Familienanwesen von Marius, einem der Protagonisten, dar. Eine Freilichtaufführung des Films fand später auf dem Anwesen statt.
Seit 2014 findet auf dem Anwesen von Boughton House das Greenbelt Festival, ein christliches Musikfestival, statt.